# コルネリス・デ・ヤヘル
コルネリス・“キース”・デ・ヤヘル（Cornelis "Kees" de Jager 発音: [ˈkeːz də ˈjaːɣər]、1921年4月29日 - 2021年 5月27日）は、オランダの天体物理学者である。太陽物理学の分野の研究者であり、太陽の変動を予測して将来の気候に与える影響を評価することを専門としている。
1967年から1973年まで国際天文学連合(IAU)の事務局長を務めた。ユトレヒト天文台の元台長であり、懐疑主義的研究委員会のフェローでもある。

## 若年期と教育
テセルのデン・ブルグで生まれ、学生時代はオランダ領東インドで過ごした。1939年から1945年にかけて、ユトレヒト大学で数学・物理学・天文学を学んだ。1952年10月13日、マルセル・ミンナルトの指導の下でPh.D.を取得した。博士論文のタイトルは「太陽の水素スペクトル」だった。

## 太陽と恒星の研究
デ・ヤヘルは、恒星物理学や太陽物理学に関する研究を行っており、これに関連して論文誌『ソーラー・フィジックス』の創刊編集者を務めた。1980年には、太陽観測衛星「ソーラーマックス」に搭載されたHard X-ray Imaging Spectrometer(HXIS)の主任研究者を務めた。太陽フレアの研究は、しばしばズデニェク・シュヴェストゥカと共同で行われた。
1978年以降、デ・ヤヘルは超巨星の研究で注目を集めた。1960年から1986年まで、ユトレヒト大学の教授を務めた。

## 太陽と気候の関係
デ・ヤヘルの現在の研究テーマは、太陽が将来の気候に与える影響を評価するために、太陽の変動を予測することである。通常、太陽活動は、太陽のトロイダル磁場（太陽の赤道に平行な磁場成分）で定義される。黒点は、この磁場の一つの表現である。デ・ヤヘルは、トロイダル磁場と同等の重要性を持つ可能性のある要因として、太陽の両極を結ぶポロイダル磁場を提唱している。デ・ヤヘルは、両成分の代理変数を使用し、1～2回の太陽周期だけの影響を排除するために、19年間の移動平均をとっている。次に、両方の成分を図にプロットして、実験的な位相ポートレートを作成した。この2つの成分の軌跡は、1925年頃に低活動から高活動へと変化している。2009年頃には、同じポイントを逆方向に通過している。したがって、21世紀の太陽活動は、20世紀のほとんどの期間よりも低くなると予想される。太陽活動が低下するということは、地球に投入されるエネルギーが減少することを意味し、地球温暖化を打ち消すことになる。2013年には、デ・ヤヘルの研究をまとめ、Bas van GeelとSylvia Duhauが寄稿した論文を掲載したGrand Phases On The Sun: The case for a mechanism responsible for extended solar minima and maxima（太陽のグランドフェイズ―太陽の極小期・極大期の延長をもたらすメカニズムの解明に向けて）が出版された。

## 科学的懐疑主義

### サイクロソフィー
1990年、デ・ヤヘルは、国際懐疑論会議で発表した論文を発展させて、数秘術をパロディ化した記事"Adventures in Science and Cyclosophy"（科学とサイクロソフィーの冒険）を『スケプティカル・インクワイラー』誌で発表した。この中でデ・ヤヘルは、データポイントが無限にある場合、疑似科学的な推論においては、物体間の関係を扱う偶然の一致を無視することが多いと主張している。彼は、大ピラミッドの周囲の測定値が天文学との関係を示すのに使われていると述べ、そこから、大数の法則を使って、誰でも好きなものに関連づけて、何らかの関係があることを証明することができると説明している。その例として、彼は自分の自転車と宇宙の関係の例を挙げている。この式の愛好家たちは、デ・ヤヘルの実験を再現するために、訪問者がデータを提出できるウェブサイトを作っている。
私は自分の自転車の直径を測った。前進する力学を象徴するペダル、未知の未来への道を示す前輪、私の道を照らすランプ、そして出会いと交信するためのベルである。こうして私は、水瓶座の新時代の到来にふさわしい、新しいホリスティックな四次元宗教である「サイクロソフィー」の礎を築いた。寸法は「聖なる自転車のインチ」(17mm)で表される。これは、1が最初の素数であり、17が7番目の素数であることと、7が聖なる数であることから、そうなっている。測定された4つの量をP, W, L, Bとすると、P ^ 2 √ L x W = 1823となり、これは陽子と電子の質量の比となる....。偶然の一致は、日常生活と同様に、数値実験においても定期的に発生する...決して珍しいことではない...。ほとんどの人は、数字同士の可能な組み合わせの膨大な量を大幅に過小評価している。—Adventures in Science and Cyclosophy
1998年にドイツのハイデルベルグで開催された第2回世界懐疑論者会議に参加したケンドリック・フレイジャーによると、デ・ヤヘルは、「家中の寸法を測って、大ピラミッドの寸法に神秘的な意味を持たせる人々」の不条理さを示すデッドパンな説明をして、会場を沸かせた。彼は、「その人の家は天文観測所の中にあり、その場所は宇宙に非常に近く、その信じられない力をよく受け入れることができるかもしれない」と言った。

### その他の活動

Stichting Skepsis

デ・ヤヘルは、1967年から1973年まで国際天文学連合(IAU)の事務局長を務め、ユトレヒトの天文台の元台長でもある。1981年、デ・ヤヘルは世界文化理事会の創設メンバーとなった。1987年から1998年まで、Stichting Skepsisの初代会長、1994年から2001年まで欧州懐疑的組織協議会の初代会長を務め、懐疑主義的研究委員会(CSI)のフェローでもある。デ・ヤヘルはCSIのメンバーとともに"Deniers are not Skeptics"（否定者は懐疑論者ではない）という嘆願書に署名し、気候変動の否定者のことを懐疑論者と呼ぶのをやめるようメディアに求めた。
1996年に開催された世界懐疑論者会議で占星術について講演した。

## 賞と栄誉
- 1969年 - オランダ王立芸術科学アカデミー会員[18]
- 1990年 - ヨーロッパアカデミー（英語版）会員[19]

- 1974年 - カール・シュヴァルツシルト・メダル[20]
- 1984年 - ジュール・ジャンサン賞
- 1988年 - 王立天文学会ゴールドメダル（王立天文学会）[21]
- 1988年 - ジョージ・エラリー・ヘール賞（アメリカ天文学会太陽物理学部門）[22]
- 1990年 - In Praise of Reason（理性を讃える）賞（懐疑主義的研究委員会）「科学界への多大な貢献と、疑似科学への積極的な批判に対して」[23]

小惑星「デ・ヤヘル」(3798 de Jager)は、デ・ヤヘルに因んで命名されたものである。